# Gauliga Berlin-Brandenburg
De Gauliga Berlin-Brandenburg was een van de zestien Gauliga's die in 1933 werd opgericht na de machtsgreep van de NSDAP in 1933. De overkoepelende voetbalbonden van de regionale kampioenschappen werden afgeschaft en zestien Gauliga's namen de plaats in van de voorheen ontelbare hoogste klassen. In de Gauliga Berlin-Brandenburg speelden teams uit de provincie Brandenburg en de hoofdstad Berlijn. Voorheen speelden de clubs in de competitie van de Brandenburgse voetbalbond. Clubs uit de regio Lausitz speelden in de competitie van de Zuidoost-Duitse voetbalbond. Deze clubs, die tot de Zuidoost-Duitse top behoorden kwamen nu terecht in de veel sterkere competitie met voornamelijk Berlijnse clubs en dit niveau was te hoog waardoor de meeste clubs uit de regio Lausitz zich niet konden handhaven in de hoogste klasse.

## Erelijst
| Seizoen | Kampioen                 | Vicekampioen           |
| 1933-34 | BFC Viktoria 89          | Hertha BSC Berlin      |
| 1934-35 | Hertha BSC Berlin        | BFC Viktoria 89        |
| 1935-36 | Berliner SV 92           | SC Minerva 93 Berlin   |
| 1936-37 | Hertha BSC Berlin        | Berliner SV 92         |
| 1937-38 | Berliner SV 92           | Hertha BSC Berlin      |
| 1938-39 | Blau-Weiß 90 Berlin      | Hertha BSC Berlin      |
| 1939-40 | Union 06 Oberschöneweide | Blau-Weiß 90 Berlin    |
| 1940-41 | Tennis Borussia Berlin   | Hertha BSC Berlin      |
| 1941-42 | Blau-Weiß 90 Berlin      | Tennis Borussia Berlin |
| 1942-43 | Berliner SV 92           | SG Lufthansa Berlin    |
| 1943-44 | Hertha BSC Berlin        | SG Lufthansa Berlin    |

## Eeuwige ranglijst
| Club                                | /12 | Seizoenen (1933-1945)                      |
| ----------------------------------- | --- | ------------------------------------------ |
| Hertha BSC                          | 12  | 1933-1945                                  |
| Tennis Borussia Berlin              | 12  | 1933-1945                                  |
| Berliner SV 92                      | 11  | 1933-1941, 1942-1945                       |
| SpVgg Blau-Weiß 1890 Berlin         | 11  | 1933-1938, 1939-1945                       |
| SC Wacker 04 Tegel                  | 10  | 1933-1934, 1935-1939, 1940-1945            |
| SC Minerva 93 Berlin                | 10  | 1933-1937, 1938-1944                       |
| SC Union 06 Oberschöneweide         | 9   | 1933-1935, 1936-1942, 1944-1945            |
| Berliner FC Viktoria 1889           | 6   | 1933-1938, 1939-1940                       |
| Spandauer SV                        | 5   | 1933-1936, 1939-1941                       |
| SV Elektra Berlin                   | 5   | 1936-1941                                  |
| Brandenburger SC 05                 | 5   | 1937-1942                                  |
| Lufthansa SG Berlin                 | 5   | 1939-1944                                  |
| Polizei SV Berlin                   | 5   | 1934-1935, 1939-1940, 1941-1943, 1944-1945 |
| SC Tasmania 1900 Neukölln           | 4   | 1940-1941, 1942-1945                       |
| SC 03 Nowawes                       | 3   | 1935-1938                                  |
| VfB Pankow                          | 3   | 1933-1936                                  |
| SpVgg 03 Potsdam                    | 2   | 1943-1945                                  |
| TSV Friesen Cottbus                 | 2   | 1937-1939                                  |
| SV Sturm Grube Marga                | 2   | 1941-1943                                  |
| BV 06 Luckenwalde                   | 1   | 1933-1934                                  |
| SV Cottbus-Süd                      | 1   | 1933-1934                                  |
| 1. FC Guben                         | 1   | 1934-1935                                  |
| LSV Berlin                          | 1   | 1943-1944                                  |
| KSG Minerva 93/Spandauer SV Berlin  | 1   | 1944-1945                                  |
| KSG Lufthansa SG/Viktoria 89 Berlin | 1   | 1944-1945                                  |

1933/34 · 1934/35 · 1935/36 · 1936/37 · 1937/38 · 1938/39 · 1939/40 · 1940/41 · 1941/42 · 1942/43 · 1943/44 · 1944/45
Originele Gauliga's: Baden · Bayern · Berlin-Brandenburg · Hessen · Mitte · Mittelrhein · Niederrhein · Niedersachsen · Nordmark · Ostpreußen · Pommern · Sachsen · Schlesien · Südwest-Mainhessen · Westfalen · Württemberg

Gauliga's na 1939: Hamburg · Hessen-Nassau · Köln-Aachen · Kurhessen · Mecklenburg · Moselland · Niederschlesien · Oberschlesien · Osthannover · Schleswig-Holstein · Südhannover-Braunschweig · Weser-Ems · Westmark

Gauliga's in bezette gebieden: Böhmen und Mähren · Danzig-Westpreußen · Elsaß · Generalgouvernement · Sudetenland · Ostmark · Wartheland